# Berlin (음반)
| 전문가 평가                   | 전문가 평가 |
| 평가 점수                     | 평가 점수   |
| 출처                          | 점수        |
| ----------------------------- | ----------- |
| AllMusic                      | [ 1 ]       |
| Chicago Tribune               | [ 2 ]       |
| Creem                         | C           |
| Encyclopedia of Popular Music | [ 4 ]       |
| Pitchfork                     | 9.2/10      |
| Q                             | [ 6 ]       |
| The Rolling Stone Album Guide | [ 7 ]       |
| Spin                          | [ 8 ]       |
| Spin Alternative Record Guide | 8/10        |

《Berlin》은 1973년 10월 5일, RCA 레코드가 발매한 미국의 음악가 루 리드의 세 번째 솔로 스튜디오 음반이다. 콘셉트 음반인 《Berlin》은 한 커플이 마약 중독과 남용과 싸우는 이야기를 담고 있다. 1973년 《롤링 스톤》은 이 음반을 "재앙"이라고 선언했지만, 2012년 이 음반은 역사상 가장 위대한 음반 500장 중 344위에 올랐다.

## 배경
이 음반은 불운한 커플 짐과 캐롤라인의 이야기를 다룬 비극적인 록 오페라로 마약, 매춘, 우울증, 가정 폭력, 자살에 관한 주제를 다루고 있다.
이 콘셉트는 프로듀서 밥 에즈린이 루 리드에게 리드의 노래들이 들려주는 이야기들이 시작은 훌륭했지만, 결말은 결코 없었다고 언급하면서 만들어졌다. 구체적으로, 에즈린은 리드의 첫 솔로 음반에 수록된 곡인 〈Berlin〉에서 이 커플에게 무슨 일이 일어났는지 알고 싶어 했다.
〈The Kids〉는 캐롤라인이 당국에 의해 아이들을 빼앗긴 이야기를 담고 있으며, 아이들이 엄마를 찾아 울부짖는 소리를 담고 있다.

## 음악 테마
기악적으로, 리드는 통기타를 연주한다. 리드의 이전 두 스튜디오 음반과 마찬가지로 《Berlin》은 이전에 작곡하고 녹음했던 여러 곡의 초안을 다시 작성한다. 타이틀곡은 리드의 솔로 데뷔 음반에 처음 등장했지만, 여기서는 단순화된 부분만, 솔로 피아노를 위해 키가 변경되고 다시 편곡되었다. 〈Oh, Jim〉은 벨벳 언더그라운드를 〈Oh, Gin〉보다 활용한다. 《Caroline Says II》는 《VU》의 〈Stephanie Says〉를 다시 쓴 것이다. 벨벳 언더그라운드는 또한 원래의 형태에서 훨씬 더 부드러운 가사를 가진 〈Sad Song〉의 대체 데모를 녹음했다. 1966년 초에 벨벳 언더그라운드에 의해 연주된 적이 있는 〈Men of Good Fortune〉은 펜실베이니아주 피츠버그의 앤디 워홀 박물관에서만 들을 수 있는 아카이브 라이브 녹음본이 이 노래를 특징으로 한다.

## 곡 목록
모든 곡들은 루 리드에 의해 작사/작곡하였다.
| #  | 제목                          | 재생 시간 |
| -- | ----------------------------- | --------- |
| 1. | 〈Berlin〉                    | 3:23      |
| 2. | 〈Lady Day〉                  | 3:40      |
| 3. | 〈Men of Good Fortune〉       | 4:37      |
| 4. | 〈Caroline Says I〉           | 3:57      |
| 5. | 〈How Do You Think It Feels〉 | 3:42      |
| 6. | 〈Oh, Jim〉                   | 5:13      |

| #  | 제목                 | 재생 시간 |
| -- | -------------------- | --------- |
| 1. | 〈Caroline Says II〉 | 4:10      |
| 2. | 〈The Kids〉         | 7:55      |
| 3. | 〈The Bed〉          | 5:51      |
| 4. | 〈Sad Song〉         | 6:55      |